# Julien Guerrier
Julien Guerrier (Evreux, 1 juli 1985) is een professionele golfer uit La Rochelle,  Frankrijk.

## Amateur
Guerrier zat enkele jaren in de nationale selectie en vertegenwoordigde zijn land in diverse teamtoernooien. In 2006 won hij het Brits Amateur op de Royal St George's Golf Club en mocht de daaropvolgende Masters van 2007 spelen. Daarna werd hij professional.

### Overwinningen
- 2006: Brits Amateur

### Teamdeelnames
- Eisenhower Trophy: 2004, 2006
- St Andrews Trophy: 2006
- Bonallack Trophy: 2006
- European Boys' Team Championship: 2002
- European Youths' Team Championship: 2004, 2006
- Europees kampioenschap voor amateurteams: 2005

## Professional
In 2007 begon hij op de Alps Tour, waar hij als 72ste eindigde. Een jaar later eindigde Guerrier op de derde plaats in de Order of Merit van de Alps Tour zodat hij in 2009 mocht aantreden in de Challenge Tour. In zijn eerste jaar op de Challenge Tour verloor hij in Finland een play-off van Nicolas Colsaerts, haalde enkele top-10 plaatsen, eindigde als zestiende in de Order of Merit en promoveerde naar de Europese PGA Tour van 2010. Hij kon zijn goede resultaten echter niet bevestigen zodat hij na 1 jaar al terug zakte naar de Challenge Tour. Ook de daaropvolgende jaren kwam Guerrier op de Challenge Tour uit. In 2017 was hij de beste in zowel de Hauts de France Golf Open als in de Irish Challenge. Mede als gevolg van deze toernooizeges eindigde hij op 6e plaats in de Order of Merit en verdiende hij zo opnieuw zijn tourkaart voor de Europese PGA Tour waarop hij anno 2023 nog steeds actief is.

### Overwinningen
| Jaar | Toernooi                             | Tour                    |
| ---- | ------------------------------------ | ----------------------- |
| 2007 | Open CDG Développement               | Alps Tour (als amateur) |
| 2008 | AGF-Allianz Open - Trophée Prevens's | Alps Tour               |
| 2012 | Grand Prix Schweppes                 | Franse PGA Tour         |
| 2017 | Hauts de France Golf Open            | Challenge Tour          |
| 2017 | Irish Challenge                      | Challenge Tour          |